# 香拉县

所在位置

香拉县是巴基斯坦开伯尔－普赫图赫瓦省中部的一个县。1995年析置自斯瓦特县。总面积1,586平方公里，总人口434,563(1998)。县治位于Alpuri。

## 行政区划
香拉县分为2个乡。